# Édit des pommes de terre
 (mars 2014).
Si vous disposez d'ouvrages ou d'articles de référence ou si vous connaissez des sites web de qualité traitant du thème abordé ici, merci de compléter l'article en donnant les références utiles à sa vérifiabilité et en les liant à la section « Notes et références ».

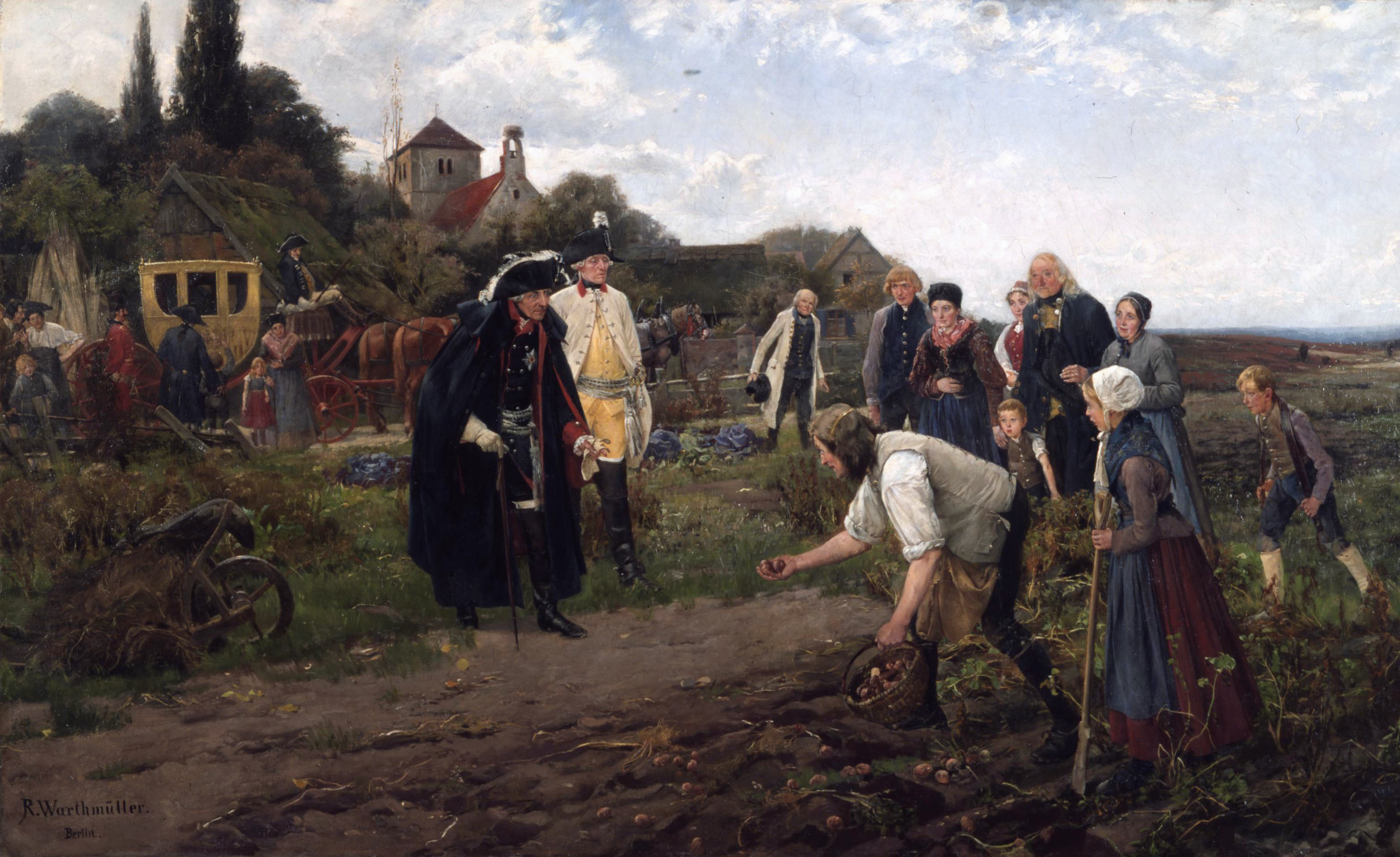
Robert Müller, Le roi de Prusse Frédéric II en tournée d'inspection des champs de pommes de terre, huile sur toile, 1886.

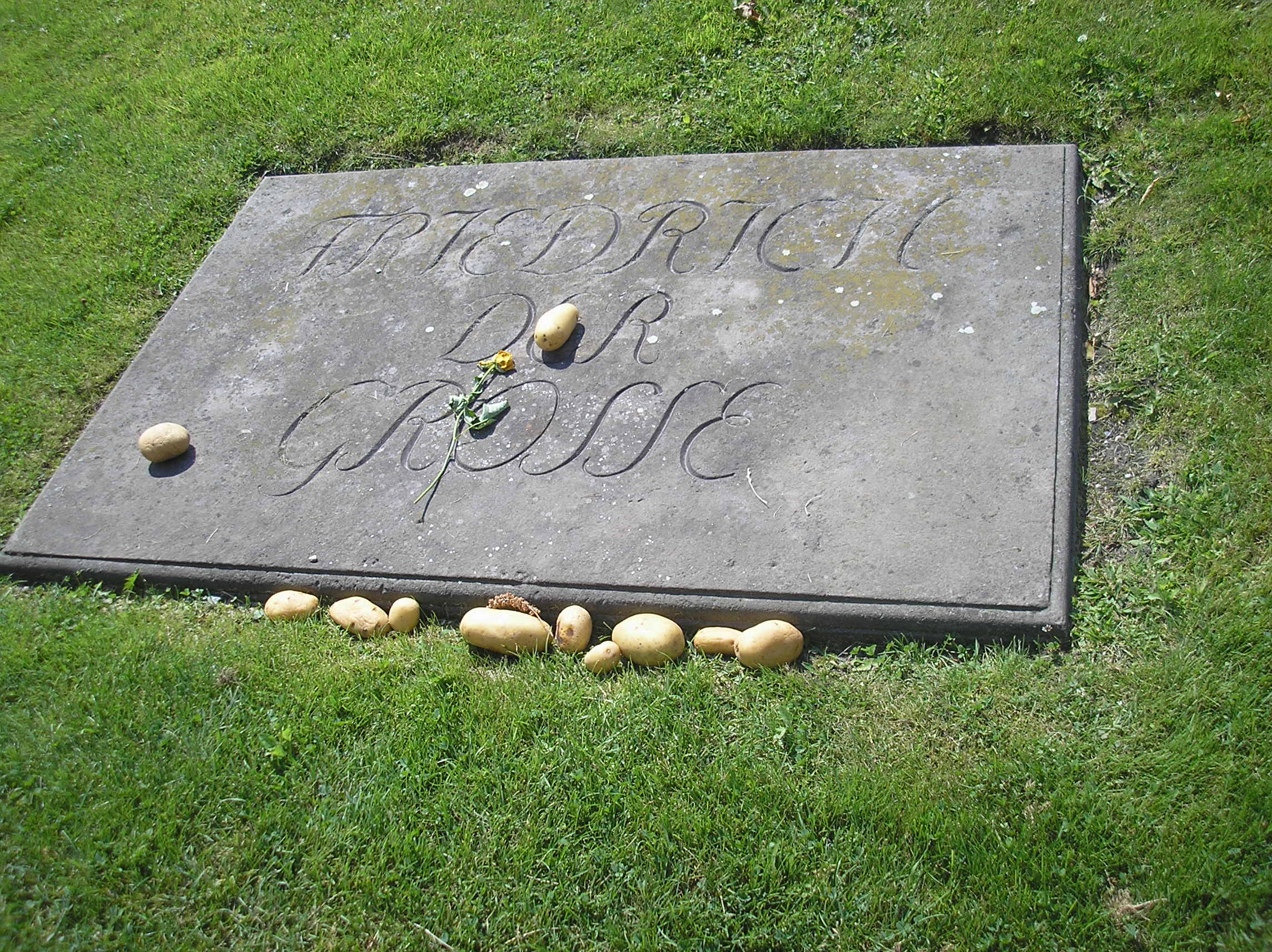
Tombe de Frédéric II au palais de Sanssouci, sur laquelle des visiteurs ont déposé des pommes de terre en souvenir de l'édit de 1756.

L’édit des pommes de terre est un édit royal du 24 mars 1756, dit Kartoffelbefehl, dans lequel le roi de Prusse, Frédéric II le Grand, ordonne à tous les officiers de contraindre ses sujets à cultiver la pomme de terre.
La pomme de terre apparaît en Allemagne en 1565 depuis l'Espagne où les conquistadors espagnols l'ont ramenée de la Cordillère des Andes. Comme partout en Europe, elle est d'abord cultivée comme fleur ornementale plutôt que pour ses qualités nutritives, jusqu'au XVIIIe siècle.
Pour nourrir une population qui croît de plus en plus, Frédéric II de Prusse oblige à cultiver la pomme de terre. La population est réticente et Frédéric publie cet édit pour la contraindre à son exploitation.

« Vous devez faire comprendre aux nobles et aux sujets le profit des plantations pour cette terre de plantes, et aussi à conseiller, qu'ils entreprennent dès ce printemps la plantation de pommes de terre comme un aliment très nourrissant.
Là où se trouve une place vide, la pomme de terre devra être cultivée, étant donné que non seulement ce fruit est très utile, mais aussi de cette façon riche, que l'effort accompli sera après très bien récompensé. (...)
D'ailleurs vous ne devez pas vous contenter simplement à diffuser l'instruction, mais à faire vérifier début mai par les Dragons et les agents des cantons, que l'édit a été suivi, vous devrez donc aussi surveiller au cours de vos visites qu'on ait fait faire des plantations. »

En dépit de son ordre et de sa force, Frédéric II ne parvient pas à la « culture du lupin et des pommes de terre » avec l'apparition de famines.
Mais la diffusion de la pomme de terre et de sa plantation se fait, appuyée par d'autres édits. En 1785, la pomme de terre est introduite dans toute l'Allemagne.